# I start again
「I start again」（アイ・スタート・アゲイン）は、日本のロックバンド、CHARCOAL FILTERのメジャーデビューシングル。

## 概要
- 今作でメジャーデビューを果たす。シングルでは唯一の全英語詞曲。
- カップリング曲の「Nineteen」は、インディーズアルバム『Gimme a light』収録曲「19」のリアレンジバージョン。アルバムがアコースティックなのに対し、こちらはロック色の強いバンドバージョンとなっている。グンゼ「ブーツにコレっ!」のCMに起用され、初のタイアップ曲となった。

## 収録曲
1. I start again
2. Let's go
3. Nineteen

### クレジット
- 作詞：Yuzo Otsuka（全曲）　Clare de Graw（#3）
- 作曲・編曲：CHARCOAL FILTER （全曲）

## 収録アルバム
- Spiky (#1)

※「Let's go」「Nineteen」はアルバム未収録。